# ماريو مولينا
ماريو مولينا (بالإسبانية: Mario José Molina Henríquez) هو كيميائي مكسيكي ولد في 19 مارس 1943 في مدينة المكسيك. والده هو روبرتو مولينا الذي كان دبلوماسيا وجامعة كاليفورنيا (بركلي) سنة 1972. عمل بعد ذلك في جامعة كاليفورنيا في إرفاين وأصدر مقالا مع شروود رولند حول المخاطر الطبيعية لثقب الأوزون. في سبتمبر 1974 دعى خلال محاضرة ألقاها مع شروود رولند في مدينة أتلانتا إلى حضر مادة سي إف سي والتي كانت تستعمل بشكل كبير في تلك الفترة.
قام بالتدريس وإجراء بحوث في جامعة كاليفورنيا في إرفاين وجامعة مكسيكو ومعهد دفع الطائرات ومعهد كاليفورنيا للتكنولوجيا وفي معهد تكنولوجيا ماساتشوستس. في الأول من جويلية 2004 بمعهد الكيمياء والكيمياء الحيوية بجامعة كاليفورنيا سان دييغو ومركز الطبقات الجوية للعلوم. وحصل في سنة 1995 على جائزة نوبل في الكيمياء مع بول كروتزن وشروود رولند بفضل أعمالهم عمله حول كيمياء الجو وخصوصا عن كيفية تكون وتحلل الاوزون. ويعتبر مولينا واحداً من أفضل ثلاثة كيميائيين في المكسيك.

## الجوائز
- جائزة تايلر للإنجاز البيئي (1983)
- ميدالية ناسا الاستثنائية للإنجاز العلمي (1989)
- جائزة نوبل في الكيمياء (1995)
- برنامج الأمم المتحدة للبيئة (1999)
- وسام إيزابيلا الكاثوليكية (2008)

## روابط خارجية
- ماريو مولينا على موقع الموسوعة البريطانية (الإنجليزية)
- ماريو مولينا على موقع مونزينجر (الألمانية)
- ماريو مولينا على موقع إن إن دي بي (الإنجليزية)